# Branang
Branang is een bestuurslaag in het regentschap Pasuruan van de provincie Oost-Java, Indonesië. Branang telt 4616 inwoners (volkstelling 2010).